# Le Monde du fleuve
Le Monde du fleuve (titre original : To Your Scattered Bodies Go) est un roman de science-fiction de l'écrivain américain Philip José Farmer, paru en 1971 aux États-Unis. C'est le premier volet du cycle Le Fleuve de l'éternité comprenant cinq volumes, et précédant Le Bateau fabuleux, Le Noir Dessein, Le Labyrinthe magique et Les Dieux du fleuve.
Il est décomposé en trente sections, relativement courtes, écrites à la troisième personne.

## Résumé
Le héros du roman, Sir Richard Francis Burton, un explorateur britannique du XIXe siècle pourtant mort, se réveille un jour, nu comme un ver, sur une étendue d'herbe située dans un lieu et un temps inconnus. Le monde qu'il voit autour de lui prend la forme d'un grand cours d'eau qui coule dans une vallée encadrée par des montagnes infranchissables, et qui parcourt l'ensemble de la planète en sinuant à travers celle-ci : le Monde du Fleuve. 
Ressuscité dans le corps qu'il avait à l'âge de ses vingt-cinq ans, glabre, Burton rencontre rapidement ses semblables qui ont subi le même sort que lui, ressuscitant tous sur les berges du fleuve, partout sur la planète. Il apprend que ceux-ci viennent tous d'époques différentes ; beaucoup de ceux qu'ils rencontrent sont plus ou moins célèbres, comme Sam Clemens (le vrai nom de Mark Twain).
Rapidement, Burton constitue un groupe dont il devient le chef : parmi eux, se trouve un homme de Néandertal, Kazz, très efficace pour le combat et la survie primitive, ce qui laisse supposer que tous les humains de l’histoire sont présents dans ce monde étrange, depuis le premier pithécanthrope jusqu'aux hommes du XXIe siècle. La troupe de Burton comprend aussi l'extraterrestre Monat, venu sur Terre au XXIe siècle où il est mort et qui a annihilé la planète.
Burton et ses compagnons assistent à la naissance de clans puis à celle de civilisations humaines dans le Monde du Fleuve, à l'image de celles qui existaient sur Terre. De nouveaux conflits entre les groupes ethniques apparaissent, ayant pour objet les femmes ou la nourriture, même s'il existe des tours métallique en forme de champignons qui distribuent toutes les commodités aux revenants, dans des boîtes personnelles.
Au fil des semaines, le groupe de Burton construit une embarcation, dans l'idée de remonter le fleuve à sa source pour découvrir le but de cette résurrection humaine globale.

## Personnages
Dans ce premier volet, le lecteur fait la connaissance des personnages suivants, célèbres à leurs époques :
- Richard Francis Burton, un explorateur anglais et remarquable polyglotte ;
- Alice Hargreaves, de l'époque victorienne ;
- Hermann Göring, un ancien pilote de chasse de la Première Guerre mondiale, devenu un des dirigeants criminels de l'Allemagne nazie sous les ordres d’Hitler ;
- Tullus Hostilius, le légendaire roi de Rome ;

ou des inconnus auxquels le héros se lie :
- Peter Frigate, un écrivain de science-fiction du XXe siècle, sorte de version romanesque de l'auteur Philip Jose Farmer avec qui il partage, en plus de son métier, ses initiales (Peter Jairus Frigate – Philip José Farmer)[N 1] ;
- Lev Ruach, un réchappé juif des camps de concentration nazis ;
- Kazz, un probable homme de Néandertal ;
- Monat Grrautut, un extra-terrestre de Tau Ceti ;
- Gwenafra, une petite fille celte ;
- Wilfreda, une ouvrière anglaise du XIXe siècle.

## Éditions françaises
Le Monde du fleuve a été édité en France sous différentes formes :
- en recueil :
  - dans Le Fleuve de l'éternité, avec Le Bateau fabuleux, Robert Laffont, collection Ailleurs et Demain - Classique no 16, 1979  (ISBN 2-221-00134-6), rééditions en 1982, 1984 et 1988
  - dans Le Cycle du fleuve - 1, avec Le Bateau fabuleux et Le Noir Dessein, Robert Laffont, collection Ailleurs et Demain - La Bibliothèque, 2003  (ISBN 2-221-10076-X)
- à l’unité :
  - J'ai lu, collection Science-fiction no 1575, 1983  (ISBN 2-277-21575-9), réédition en 1987
  - Le Livre de poche, collection SF no 7151, 1992  (ISBN 2-253-06119-0), rééditions en 1999 et 2001.

## Adaptation
En 2003, une première adaptation du roman en série pour la télévision a été tentée par Kari Skogland. Seul le pilote a été produit, sous le titre Riverworld, le monde de l'éternité.
En 2010, une seconde adaptation en un seul téléfilm a été réalisée par Stuart Gillard, sous le titre Riverworld (en).